# Açores (Celorico da Beira)
Açores é uma povoação portuguesa do Município de Celorico da Beira que foi sede da extinta Freguesia de Açores, freguesia que tinha 10,12 km² de área e 352 habitantes (2011), e, por isso, uma densidade populacional de 35 hab/km².
A Freguesia de Açores foi extinta em 2013, no âmbito de uma reforma administrativa nacional, tendo sido agregada à Freguesia de Velosa, para formar uma nova freguesia denominada União das Freguesias de Açores e Velosa da qual é a sede.
Açores foi vila e sede de concelho entre 1512 e o início do século XIX, sendo este constituído apenas pela freguesia da sede e tinha, em 1801, 505 habitantes.

## História
Antiga  vila, Açores conserva ainda traços da sua longevidade. Situada a Nordeste de Celorico da beira,  confronta com freguesias do Baraçal, Velosa, Ratoeira e Lajeosa do  Mondego no concelho de Celorico da Beira e Vila Cortês do Mondego e Sobral da Serra no concelho da Guarda. 
Outrora  designada por Freixial, a actual designação deriva da ave com o mesmo nome, associada aos mitos em torno da Senhora  do Açor. A freguesia é constituída pelos aglomerados de Aldeia Rica e  Açores.
Açores  terá sido uma importante fortificação antiga, tendo sido identificado o castro de  Açores, tendo a actual aldeia sido edificada a partir do castro existente ou  expandindo-se em seu redor. Pode assim inferir-se com alguma segurança que  constituiu um importante santuário dos visigodos, um dos povos “godos”  (chamados bárbaros) que  dominaram grande parte  da Península nos séculos VI e VII d.C.. Encontra-se sepultada na Igreja uma  princesa visigoda – Suintiliuba –, datada de 666 d.C. (704 era de César).
Na  medievalidade, dividia-se em duas partes: a vila que se governa conforme a sua jurisdição e a lameira à qual pertenciam os lugares da Aldeia Rica e Massa. Em  1758 tinha 10 fogos com uma população de 10 homens e 13 mulheres. 
A freguesia de Açores tem vindo a perder população, fruto da emigração para  países como os Estados Unidos da América, Suíça e França, principalmente. Os  que ficaram retiram principalmente à construção civil e ao comércio de produtos  agrícolas, o sustento do dia a dia. 
A produção da batata e a pecuária, com o seu expoente máximo no famoso queijo de  ovelha, constituem a base da actividade agrícola. O  presunto também tem grande importância na freguesia, sendo o lugar de Aldeia  Rica o principal responsável pela produção de queijo e presunto na freguesia. 
A aldeia  desenvolveu-se a partir de um amplo e muito agradável espaço verde – o Largo de  Açores. Situado à entrada da aldeia (no sentido da Lajeosa), o largo recebe o  visitante através de “corredores” delimitados por belas árvores de copa imponente  que desembocam no Largo do Pelourinho e Solar dos Cabrais. Assume também este  largo o papel de palco principal das festas e eventos que preenchem o  calendário local. Serve ainda de pano de fundo à realização do mercado mensal  no qual se transacciona grande variedade de produtos. 
Em  suma, a terra de Açores que outrora foi uma relevante vila é hoje aldeia  importante pelo seu importante largo, património histórico-cultural que nos faz  a todo o momento recuar no tempo.

### Século XVIII
Açores era, em 1747, uma vila do Arciprestado de Celorico, Bispado e Comarca da cidade da Guarda, Província da Beira. Era del Rei. Tinha oitenta e cinco vizinhos, e toda a freguesia cento e treze, entrando também estes lugares que lhe pertenciam: Lameira, Quinta da Maça e Aldeia-Rica. Estava fundada num vale, de onde se descobria unicamente a vila de Celorico. Era esta vila sobre si, mas não tinha termo.
A igreja paroquial estava dentro da vila, à parte do Nascente, e era seu orago Nossa Senhora dos Açores. Constava de três altares, o maior com tribuna, onde está o Santíssimo e a imagem da Senhora; e dois colaterais, um de Cristo Crucificado, que era imagem de grande devoção, e outro dedicado a Nossa Senhora do Rosário. Era um templo grande, de três naves, e tinha sua irmandade da Senhora dos Açores, com bula pontifícia. O pároco era prior, da colação ordinária, rendendo trezentos mil reis.
Era esta Senhora dos Açores milagrosa, e muito antiga, a ela concorrendo várias romagens de muitos lugares e vilas distantes com seus termos, em satisfação dos votos que fizeram seus antepassados, pelas mercês que de Deus haviam alcançado, mediante a intercessão da Senhora, com festejos, procissões, missas e ofertas. E os lugares que concorriam eram os seguintes: Em dia de Nossa Senhora dos Prazeres vinham os lugares da Ratoeira, da Rapa e do Porco, do Sobral da Serra, de Cadafaz, da Lajiosa, de Villa-Cortez, de Cabadoude, do Maçal do Chão e da vila do Baraçal. Em dia da Exaltação da Santa Cruz, vinham as povoações seguintes: O lugar da Siqueira, de Mizarella, de Pero Soares, da Faia, de Avelãs da Ribeira, de Prados, de Vila Soeiro, da Alverca, e das vilas de Forno-Tilheiro, e de Celorico. E na festa do Espírito Santo, as seguintes: A vila de Trancoso e seu termo; de Algodres e seu termo; de Linhares e seu termo; e a de Mesquitella; e os lugares de Val de Azares, das Freixedas e das Gouveias.
Achava-se na igreja desta vila uma pedra, que mostrava ser de sepultura, e lia-se nela o seguinte:
Requievit formula Xpi in pace Suinthiliuba sub mense Novembris Era DCCIIII
Havia ainda nesta vila a Ermida de São Sebastião.
Os frutos que produzia esta vila eram pão, vinho e azeite. Poucos anos antes de 1747 tinha esta vila juiz ordinário: Porém, na criação de juiz de fora da vila de Celorico, houve por bem Sua Majestade que o juiz de fora daquela vila o fosse também desta; e em sua ausência é governada por juiz pela Ordenação e Câmara.
Constava por tradição, e dos livros da Câmara da vila de Forno-Tilheiro, que os moradores daquela terra vinham à missa à igreja do lugar de Aldeia-Rica, e se mostra ter sido cabeça desta freguesia, por quanto em 1747 ainda se conservava a pia baptismal, e o pároco desta vila ia ali administrar os sacramentos aos paroquianos daquele povo.

## População
| Totais e grupos etários | Totais e grupos etários | Totais e grupos etários | Totais e grupos etários | Totais e grupos etários | Totais e grupos etários | Totais e grupos etários | Totais e grupos etários | Totais e grupos etários | Totais e grupos etários | Totais e grupos etários | Totais e grupos etários | Totais e grupos etários | Totais e grupos etários | Totais e grupos etários | Totais e grupos etários |
| ----------------------- | ----------------------- | ----------------------- | ----------------------- | ----------------------- | ----------------------- | ----------------------- | ----------------------- | ----------------------- | ----------------------- | ----------------------- | ----------------------- | ----------------------- | ----------------------- | ----------------------- | ----------------------- |
|                         | 1864                    | 1878                    | 1890                    | 1900                    | 1911                    | 1920                    | 1930                    | 1940                    | 1950                    | 1960                    | 1970                    | 1981                    | 1991                    | 2001                    | 2011                    |
|                         | 653                     | 671                     | 711                     | 633                     | 680                     | 607                     | 636                     | 727                     | 730                     | 632                     | 497                     | 439                     | 316                     | 369                     | 352                     |
| i)                      |                         |                         |                         |                         |                         |                         |                         |                         |                         |                         |                         |                         |                         | 54                      | 49                      |
| ii)                     |                         |                         |                         |                         |                         |                         |                         |                         |                         |                         |                         |                         |                         | 55                      | 38                      |
| iii)                    |                         |                         |                         |                         |                         |                         |                         |                         |                         |                         |                         |                         |                         | 158                     | 162                     |
| iv)                     |                         |                         |                         |                         |                         |                         |                         |                         |                         |                         |                         |                         |                         | 102                     | 103                     |

```
i)
 0 aos 14 anos;
 ii)
 15 aos 24 anos; 
iii)
 25 aos 64 anos; 
iv)
 65 e mais anos
```

## Património
- Pelourinho de Açores
- Igreja
- Capela do Calvário
- Calvário
- Forca
- Casas brasonadas
- Chafariz da Lameira

## Infraestruturas e acessibilidades
- A25 (autoestrada) - Liga a fronteira Portuguesa (Vilar Formoso/Espanha) a Aveiro.
- IP2 (Itinerário principal) - Liga o nordeste de Portugal pelo interior do país a Bragança.